# سامانه ترمودینامیکی
سامانه ترمودینامیکی (به انگلیسی: Thermodynamic system) به بخشی از جهان ناشناخته گفته می‌شود که در حال بررسی است. این بخش به وسیلهٔ مرزهایی از محیط اطراف خود جدا می‌شود. این مرزها می‌توانند فیزیکی یا فرضی باشند. بقیه جهان محیط نامیده می‌شود.

## انواع

### سامانه باز
به سامانه‌ای باز گفته می‌شود که بتواند با محیط خود تبادل انرژی و ماده داشته باشند.

### سامانه بسته
به سامانه‌ای گفته می‌شود که با محیط خود تبادل ماده نداشته باشند.
همانند:یک لیوان دارای هر ماده شیمیایی در ظرف سر بسته.

### سامانه تک‌افتاده
به سامانه‌ای تک‌افتاده گفته می‌شود که با محیط خود نه کار و نه انرژی مبادله کند.همانند:ظرف عایق دارای هر نوع ماده شیمیایی با پیستون غیر روان و فلاکس.

## محیط
محیط، در ترمودینامیک، به قسمتی از فضا می‌گویند که جزو سامانه نبوده و آن را احاطه کرده باشد.
محیط ممکن است با سامانه تبادل انرژی (گرما) و جرم داشته باشد. برای توضیحات بیشتر در این مورد به سامانه‌های باز و بسته نگاه کنید.
همواره می‌توانیم محیط یک سامانه را کل جهان به جز آن در نظر بگیریم ولی در اکثر موارد به فرضیات ساده‌تری نیاز داریم. مثلاً در مورد کاسه‌ای که در یک اتاق قرار دارد، می‌توانیم فضای اتاق را محیط آن در نظر بگیریم بدون آنکه خطای قابل توجهی وارد محاسبات شود.